# Cephalocroton incanus
Cephalocroton incanus är en törelväxtart som beskrevs av Michael George Gilbert. Cephalocroton incanus ingår i släktet Cephalocroton och familjen törelväxter. Inga underarter finns listade i Catalogue of Life.